# Christian Schreiber (Fußballspieler)
Christian Schreiber (* 25. November 1977 in Spittal an der Drau) ist ein ehemaliger österreichischer Fußballspieler und nunmehriger -trainer.

## Karriere

### Als Spieler
Schreiber begann seine Karriere beim VST Völkermarkt. Zwischen 1993 und 1994 spielte er kurzzeitig beim SK Austria Klagenfurt, ehe er zu Völkermarkt zurückkehrte.
In der Winterpause der Saison 1997/98 wechselte er zum Bundesligisten FK Austria Wien. Im Juni 1998 debütierte er für die Austria, als er im Erstrundenrückspiel im UI-Cup gegen Ruch Chorzów in der 77. Minute für Michael Gruber eingewechselt wurde. Zwei Minuten nach seiner Einwechselung erzielte er den Treffer zum 2:2-Endstand. Sein Debüt in der Bundesliga gab Schreiber im Juli 1998, als er am ersten Spieltag der Saison 1998/99 gegen den SK Sturm Graz in der 81. Minute für Gernot Plassnegger ins Spiel gebracht wurde. Sein letztes Spiel für die erste Mannschaft der Austria absolvierte er im Oktober 1998, von da an kam er nur noch für die drittklassigen Amateure zum Einsatz.
Zur Saison 2001/02 wechselte er zum Tiroler Regionalligisten WSG Wattens, für den er acht Regionalligaspiele absolvierte. Im Sommer 2002 wechselte er in die Regionalliga Mitte zum SVG Bleiburg. Nach einem Jahr bei Bleiburg schloss er sich dem Ligakonkurrenten SV Spittal/Drau an. 2004 kehrte er zum VST Völkermarkt zurück. Nach weiteren sechs Saisonen bei Völkermarkt wechselte er zur Saison 2010/11 zum Ligakonkurrenten SV Griffen, mit dem er 2011 allerdings aus der vierthöchsten Spielklasse abstieg.
Daraufhin spielte er noch beim ASKÖ Mittlern und beim FC Poggersdorf, ehe er nach der Saison 2012/13 seine Karriere als Aktiver beendete.

### Als Trainer
Ab April 2012 trainierte Schreiber den FC Poggersdorf, für den er ab der Saison 2012/13 auch als Spieler aktiv war. Im August 2013 trennte sich Poggersdorf von ihm. Ab Jänner 2014 trainierte er die SF Rückersdorf.
Zur Saison 2014/15 wurde er Co-Trainer des viertklassigen SVG Bleiburg, für den er bereits als Spieler aktiv gewesen war. Im Jänner 2015 wurde er Cheftrainer des Vereins. Im August 2015 trat er von seinem Posten zurück.
Im März 2018 wurde Schreiber Co-Trainer von Franz Polanz beim Regionalligisten SK Austria Klagenfurt. Mit Austria Klagenfurt stieg er zu Saisonende in die 2. Liga auf. Nachdem sich die Klagenfurter im Oktober 2018 von Polanz getrennt hatten, übernahm Schreiber bis zum Amtsantritt von Robert Micheu den Verein für ein Spiel interimistisch. Danach beendete Schreiber seine Tätigkeit bei Austria Klagenfurt.